# Cour suprême d'Azerbaïdjan

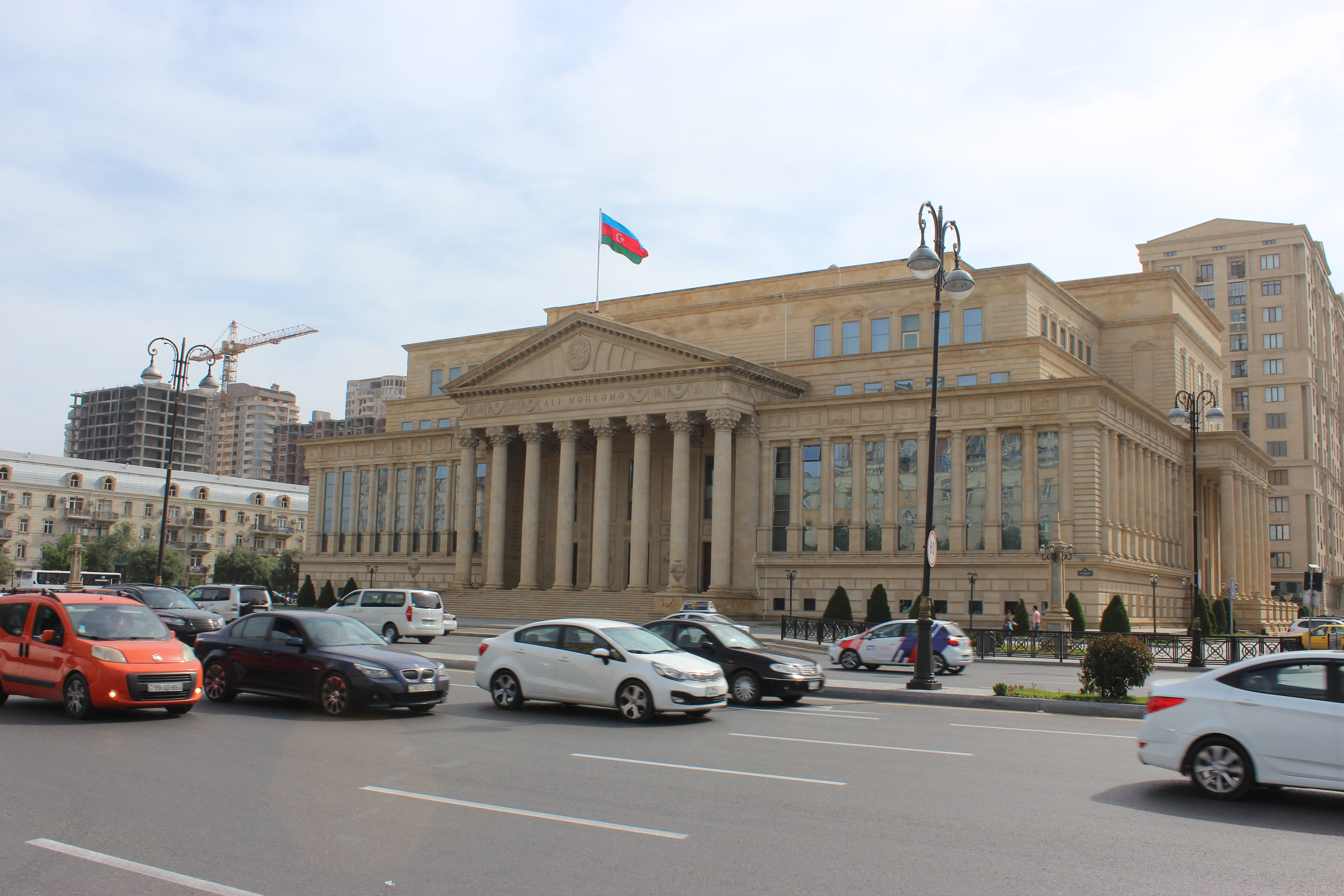
Cour Suprême d'Azerbaïdjan.

La Cour suprême d’Azerbaïdjan est la plus haute instance judiciaire et la dernière cour d’appel du système judiciaire en trois étapes en Azerbaïdjan. La Cour suprême a également nommé le tribunal de troisième instance ou la Cour de cassation est la plus haute juridiction en matière civile, pénale, administrative et d'autres affaires précédemment jugées par les tribunaux généraux et spécialisés. Établi en application de l'article 131 de la Constitution de la République d'Azerbaïdjan et de l'article 77 de la loi sur les tribunaux et les juges.[pas clair] La Cour suprême est compétente pour juger les litiges civils (y compris les différends administratifs et économiques), pénaux et autres affaires liées à l'exécution des tribunaux généraux ou spécialisés.  La Cour suprême est située à Bakou et sa compétence applique à l'ensemble du territoire du pays. Le nombre de juges de la Cour Suprême est déterminé par le Conseil Juridique-Judiciaire. Les juges sont élus par le parlement sur la recommandation du président de la République d'Azerbaïdjan. Comme les juges de la Cour constitutionnelle, ils sont également indépendants et agissent uniquement selon la Constitution et les lois de la République d'Azerbaïdjan. Les juges de la Cour suprême ont le droit d'immunité,,.

## Structure
Il existe des chambres de cassation et des chambres plénières au sein de la Cour suprême. Les chambres suivantes sont établies à la Cour suprême: 
- Chambre criminelle
- Chambre militaire
- Chambre civile
- Chambre administrative économique[1]

## Histoire
L'histoire du système judiciaire moderne en Azerbaïdjan a commencé à partir de la création de la République démocratique d'Azerbaïdjan le 28 mai 1918.
À partir des années 1990, des réformes juridiques et judiciaires fondamentales ont été menées en Azerbaïdjan sous la direction d’Haydar Aliyev, par exemple mise en place d'un nouveau système judiciaire en trois étapes, adoptant plusieurs codes (code foncier, code civil, code pénal, code des infractions administratives, code du logement, etc.). Le Conseil judiciaire et juridique, composé de représentants des pouvoirs législatif, judiciaire et exécutif, a été formé et a activement participé à la sélection des juges aux différentes instances, y compris à la Cour suprême, par des tests, des examens et des entretiens,,.